# Banda Municipal de Molinicos
La Banda Municipal de Molinicos Nuestra Señora del Carmen fue fundada en 1886 bajo el nombre de Banda Municipal de Música de Molinicos, municipio de la provincia de Albacete, Castilla - La Mancha (España). 
Ciento diez años después, cuando se refundó la agrupación musical, su nombre pasó a denominarse Banda de Música Municipal de Molinicos Nuestra Señora del Carmen, en alusión a la patrona de la localidad.
La Banda de Música de Molinicos forma parte de la Federación Regional Castellano - Manchega de Sociedades de Música.

## Historia
La Banda de Música de Molinicos cuenta con 125 años de historia, conmemorados en 2011, remontándose sus orígenes al último cuarto del siglo XIX. A lo largo de su dilatada historia se ha convertido en una de las instituciones más valoradas y queridas de Molinicos, y en ella han participado, de una u otra manera, la mayoría de las familias de la localidad.

### Orígenes (sigloXIX-sigloXX)

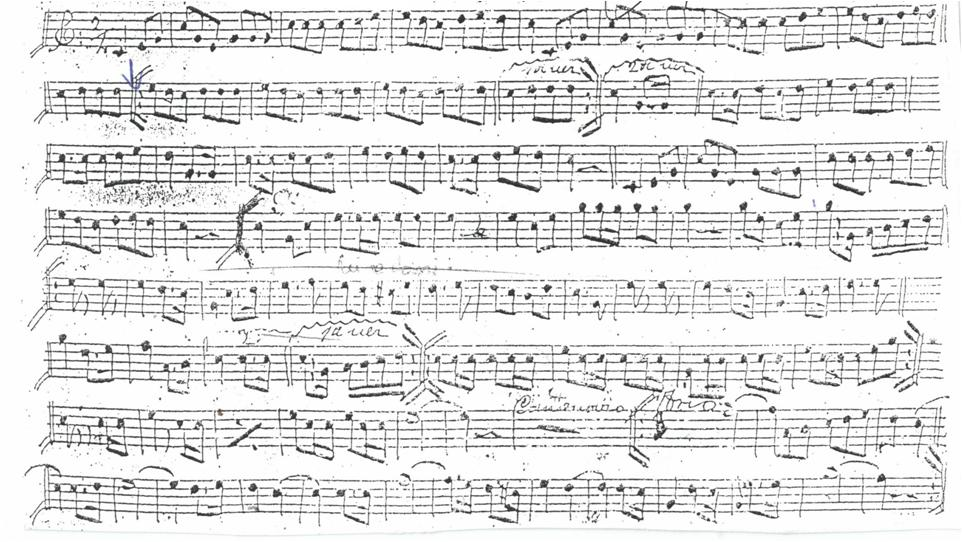
Partitura de «La Diana de Molinicos», pieza clave de la Banda y de la historia del municipio.

En el legajo n.º 107 del Archivo Municipal del Excmo. Ayuntamiento de Molinicos se encuentra el Libro Capitular de 1886, dentro del cual se ubica, transcrita a puño y letra, el acta de la sesión del día 16 de mayo de 1886.
Es en dicha sesión en donde se acuerda la creación de una banda de música en la localidad al haber contratado un grupo de jóvenes de la misma a un profesor. El entonces alcalde, Don Matía Alacid y varios concejales, toman asiento en el nuevo edificio consistorial, actual Museo Micológico de Molinicos, y tras analizar la situación crítica que presenta España ante la epidemia de cólera, y que no había llegado al municipio, deciden emplear el fondo destinado para tal catástrofe a la creación de una banda de música, aunque esta iniciativa ya había sido estudiada con anterioridad pero aparcada por falta de presupuesto.
D. Jesús Merlo, a la postre primer director de la banda de música o "maestro música como se conoce en Molinicos", en agradecimiento al interés mostrado en el municipio ante tal iniciativa, compuso varias obras musicales dedicadas a Molinicos: "Los Donantes" (pasodoble), "Vidal" (chotis), "Amelia" (mazurca), "Adelante" (pasacalles), o "La Tumba" y "Dolor de Madre" (ambas marchas fúnebres), aunque si hay una obra por la que ha pasado a la historia, y que está muy ligada al municipio es el pasacalles "Molinicos", conocida popularmente como "La Diana" que se ha convertido en himno de Molinicos.
A D. Jesús Merlo le sucedió al frente de la banda D. Nicolás Núñez, que logró, a principios del siglo XX, un buen funcionamiento de la agrupación musical, que a su vez fue sustituido por D. Pedro Bermúdez, probablemente el director más conocido de la banda.
Pedro Bermúdez sirvió durante los años veinte del siglo pasado en la banda de música real (Alfonso XIII), y dedicó toda su vida a la banda de música, tras un paréntesis por cuestiones laborales, en donde D. Horacio Alacid primero, y D. Fernándo Núñez después, llevaron las riendas de la sociedad musical hasta la vuelta de Pedro Bermúdez a mediados de los 70.
Con la llegada de la democracia la banda de música se disuelve por motivos ideológicos, aunque no pasaría mucho tiempo hasta que el incansable Pedro formara nuevamente una academia de música con los jóvenes como protagonistas, "los hijos de Pedro" eran popularmente conocidos.
Durante el principio de la década de los noventa, y tras el fallecimiento del director, Molinicos se queda sin banda de música durante algunos años, aunque no cesaron las iniciativas para remediar esta situación.

### Banda de Música Nuestra Señora del Carmen, 1996...

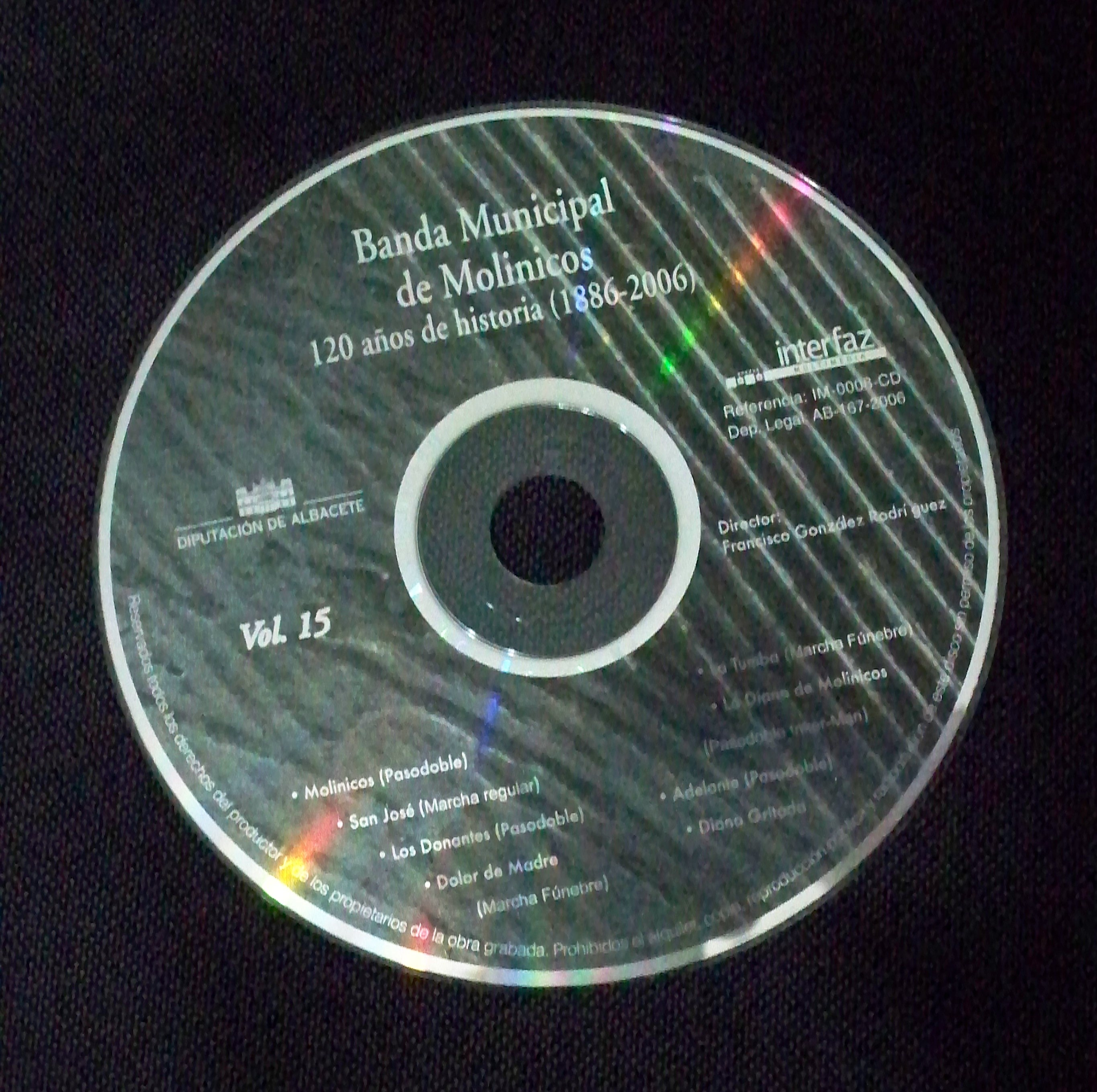
CD conmemorativo de los 120 años de historia de la Banda

A mediados de la década de los noventa vuelve a surgir la idea de la creación de una banda de música con los más jóvenes del municipio. Tal empresa es encargada a D. Enrique Cañete Martínez, natural de Tobarra (Albacete), que inicia la misma creando una escuela municipal de música. Varios problemas de salud del director le hicieron abandonar esta iniciativa que sería retomada por Dª María Dolores Serrano Gutiérrez, directora moliniqueña que tras varios meses de trabajo conseguiría formar la nueva banda.
El día 18 de marzo de 1998, vísperas de San José, y ante un auditorio repleto, tenía lugar en el salón de actos del Ayuntamiento de Molinicos la presentación de la nueva Banda de Música Municipal "Nuestra Señora del Carmen", en honor a la patrona de Molinicos.
En esos momentos, la agrupación musical contaba con cerca de 50 músicos, la mayoría de ellos de muy corta  edad, y cuyos instrumentos habían sido adquiridos tanto por los familiares de los mismos como por el Ayuntamiento.
Desde este año, la banda de música recorre varias localidades de nuestro municipio (Los Collados, La Vegallera, El Pardal,...) amenizando sus celebraciones y fiestas, e incluso se traslada por varios municipios cercanos (Nerpio, Letur,...), a la ciudad de Albacete, e incluso a varias poblaciones conquenses.
Otro momento importante en la historia de la Banda Municipal de Molinicos es el 19 de marzo de 2003, al celebrarse el mismo día de San José, el quinto aniversario de la nueva agrupación musical.
Por motivos personales, María Dolores Serrano deja vacante la dirección de la sociedad musical que pasaría a ser ocupada por otro director molniqueño, D. Francisco González Rodríguez.
Es este director el que recopila varias partituras compuestas por el primer director de la banda allá en el siglo XIX, Jesús Merlo, y en colaboración con el Ayuntamiento de Molinicos y la Diputación Provincial de Albacete edita en 2006 un C.D. recopilatorio de los 120 años de historia de la misma.
Hoy en día, la Banda de Música de Molinicos cuenta con cerca de 30 componentes, que siguen amenizando cada festividad del municipio de Molinicos.

## Directores
Relación sucinta de los diferentes directores de la Banda de Música Municipal desde sus inicios:

### Banda de Música Municipal (1886 - 1996)
- D. Jesús Merlo (1886).
- D. Nicolás Núñez.
- D. Pedro Bermúdez Palacios (primera ocasión).
- D. Horacio Alacid.
- D. Fernándo Núñez.
- D. Pedro Bermúdez Palacios (segunda ocasión).

### Banda Nuestra Señora del Carmen (1996 - ...)
- D. Enrique Cañete Martínez (1996)
- Dª María Dolores Serrano Gutiérrez (1997 - 2003).
- D. Francisco González Rodríguez (diciembre de 2003 - actualidad).

## Actuaciones principales y visitas
La Banda de Música Nuestra Señora del Carmen ha recorrido varios puntos de la geografía provincial y autonómica.

### Actuaciones en el Municipio de Molinicos
Dentro del municipio de Molinicos estas son las actuaciones más representativas de la agrupación musical a lo largo del año:
- Cabalgata de Reyes
- Carnaval
- Fiestas patronales de San José en Molinicos: concierto, procesión y Diana
- Procesiones de Semana Santa
- Fiestas de la Cruz en la localidad de El Pardal
- Fiestas de San Isidro en la localidad de Los Collados.
- Fiestas de la Inmaculada Concepción en la localidad de La Vegallera.
- Fiestas Populares de Molinicos: Concierto, pasacalles y Dianas.
- Encuentros de Bandas.

### Actuaciones fuera del municipio de Molinicos
También ha realizado varias visitas por otros puntos de la provincia de Albacete:
- Feria Naturocio de turismo rural (Albacete).
- Hellín (Albacete).
- Tobarra (Albacete).
- Elche de la Sierra (Albacete).

### Participación en los Encuentros de Bandas deCastilla - La Mancha
Desde su constitución, la Banda de Música ha tomado parte en los encuentros de bandas que organiza la Consejería de Cultura de Castilla - La Mancha:
- Almonacid del Marquesado (Cuenca).
- Osa de la Vega (Cuenca).
- Letur (Albacete).
- Ayna (Albacete).
- Nerpio (Albacete)
- Bogarra (Albacete)
- Navas de Jorquera (Albacete)
- Valdeganga (Albacete)

## Escuela municipal de música
La banda municipal de Molinicos tiene una escuela de música cuyo objetivo es formar músicos para la misma, situada en la planta sótano de la Casa de la Cultura de Molinicos, contando con unas instalaciones insonorizadas y adecuadas para la práctica musical.
Durante el periodo de aprendizaje, los alumnos aprenden solfeo y se especializan en un instrumento. Cuando éstos adquieren la suficiente práctica son incorporados a la banda de música.